# Stenoptilia saigusai
Stenoptilia saigusai là một loài bướm đêm thuộc họ Pterophoridae. Nó được tìm thấy ở Nhật Bản (Honshu).
Chiều dài cánh trước là 9–10 mm.